# 日本國鐵DD21型柴油機車
DD21型柴油机车（日语：DD21形ディーゼル機関車）是日本國有鐵道的一款犁式除雪柴油機車，该型机车是由日本車輛製造于1963年研制的实验性车型，仅试制了一台并未投入批量生产。

## 运用历史
1963年12月，DD21 1号机车在日本车辆制造名古屋制作所落成，并首先配属东新潟机关区进行试运行，但由于该型机车的平均轴重达到14吨，无法投入一些线路等级较低的支线铁路运用，而且固定设置的除雪装置亦对调车作业造成不便，执行调车作业时司机室视野被除雪装置阻挡，因此DD21型柴油机车并没有投入批量生产。而DD21 1号机车一直主要用于担当新潟地区的除雪任务，至1980年代初开始停运及封存，至1986年正式除籍报废。机车报废后曾经被存放在新津车辆所，至1991年在新津车辆制作所解体。

## 技术特点
DD21型柴油机车是在DD20型柴油机车基础上开发的犁式除雪机车。与DD14、DD15型柴油机车等国铁现代化除雪车辆一样，DD21型柴油机车也是以多功能的兼用原则进行设计，平时无需执行除雪任务时可以作为普通的调车机车使用，但是DD15型柴油机车必须借助起重机来装拆除雪装置，在冬季期间改作为调车机车较为不便。因此，DD21型柴油机车采用了固定设置的除雪装置，除雪装置直接和车体固定连接，当改变机车用途时无需拆除除雪装置。DD21型柴油机车的两端都装有适用于复线铁路的犁式除雪装置，除雪作业进行时一般只会向线路左侧排雪，但亦可以通过调节右侧侧翼板的开展角度，使其向线路右侧排雪。除雪装置由主犁板、镶边板、侧翼板等部分组成，利用液压控制所有除雪板开闭。主犁板中央装有自动车钩和制动风管。
DD21型柴油机车采用中央单司机室、双侧外走廊的罩式车体，司机室设置在靠近车体中部的其中一侧，以司机室为基准两边车体分别为长端（动力室）及短端（冷却室）。为了便于执行干线小运转或调车作业，司机室内前后两端的左侧各设有一个纵向布置的司机操纵台，前窗玻璃上装有用来消除雨雪的旋转窗。机车走行部为两台二轴的DT130型转向架，二系悬挂采用空气弹簧。
动力传动系统与DD20 1号机车基本相同，机车装载一台四冲程、12气缸、涡轮增压、无中冷器的DML61S型高速柴油机，当额定转速为每分钟1500转时的持续功率为1000马力，柴油机采用电空式全速调速器来控制转速。液力传动系统主要包括一台DW2A型液力传动箱、车轴齿轮箱、万向轴及弹性联轴节等部件，其中车轴齿轮箱的齿轮配置与DD20、DD51型柴油机车略有不同。此外，散热器、通风机、空气压缩机、制动装置、静液压装置、预热装置等部件均可以与DD20型柴油机车通用。